# Saison 1939-1940 de l'AS Saint-Étienne
Chronologie
Saison précédente Saison suivante
Cette page présente la saison 1939-1940 de l'AS Saint-Étienne. Le club évolue en Championnat Zone Sud-Est et Coupe de France.

## Résumé de la saison
- La bonne première saison en D1 et les matches amicaux à l'intersaison lors de l'été 1939 ont laissé présager un départ tonitruant de cette nouvelle saison. C'était sans compter sur la Seconde Guerre mondiale qui stoppa beaucoup des ardeurs stéphanoises et qui entraîne surtout l'annulation du championnat. Tous les joueurs pros et un certain nombre de dirigeants sont mobilisés
- Pendant cette période de crise, un simili-championnat naît avec une division en 3 poules : celle du nord, celle du sud-ouest, et enfin celle du sud-est. L'ASSE, du fait de sa position géographique, rejoindra cette dernière poule. Et cette espèce de championnat débute donc finalement le 3 décembre 1939.
- 4 équipes composant le groupe avec l'ASSE : Marseille, Cannes, Antibes, Nice.
- Parallèlement, La Coupe de France rebaptisée Coupe Charles Simon est elle aussi organisée. Ces compétitions n’auront pas une grande valeur sportive, la plupart des joueurs étant mobilisés, seuls les permissionnaires pros ou amateurs non entrainés et les juniors peuvent disputer les matchs.

## Équipe professionnelle

### Transferts
Sont considérés comme arrivées, des joueurs n’ayant pas joué avec l’équipe 1 la saison précédente.
| Nom               | Nationalité | Poste     | Transfert    | Provenance/Destination | Division   |
| ----------------- | ----------- | --------- | ------------ | ---------------------- | ---------- |
| Arrivées          |             |           |              |                        |            |
| Guido Nestori     |             | Gardien   | -            | -                      | -          |
| Marcel Vial       |             | Défenseur | -            | -                      | -          |
| Paul Balducci     |             | Défenseur | -            | -                      | -          |
| Maurice Bachelard |             | Défenseur | -            | -                      | -          |
| Joseph Mugnier    |             | Défenseur | -            | -                      | -          |
| André Borie       |             | Défenseur | -            | -                      | -          |
| Maurice Bout      |             | Milieu    | -            | -                      | -          |
| Marcel Guillot    |             | Milieu    | -            | -                      | -          |
| Gabriel Boirayron |             | Milieu    | -            | -                      | -          |
| Jean Laurelut     |             | Milieu    | -            | -                      | -          |
| Antoine Fuchs     |             | Milieu    | -            | -                      | -          |
| Michel Brusseaux  |             | Attaquant | Transfert    | Sète                   | Division 1 |
| Marcel Lyothier   |             | Attaquant | -            | -                      | -          |
| Pierre Pitiot     |             | Attaquant | -            | -                      | -          |
| Roger Caillol     |             | Attaquant | -            | -                      | -          |
| Jean Bourdier     |             | Attaquant | -            | -                      | -          |
| Départs           |             |           |              |                        |            |
| René Llense       |             | Gardien   | Mobilisation | -                      | -          |
| Pierre Favier     |             | Gardien   | -            | -                      | -          |
| Roger Rolhion     |             | Défenseur | Mobilisation | -                      | -          |
| Arsène Casy       |             | Défenseur | Mobilisation | -                      | -          |
| Max Charbit       |             | Défenseur | Transfert    | OGC Nice               | Division 2 |
| Karel Hess        |             | Attaquant | Transfert    | -                      | -          |
| Lucien Roux       |             | Attaquant | Transfert    | -                      | -          |
| Yvan Beck         |             | Attaquant | Transfert    | Nîmes                  | Division 2 |
| Emile Cabannes    |             | Attaquant | Mobilisation | -                      | -          |
| Karl Hummenberger |             | Attaquant | -            | -                      | -          |

### Championnat

#### Tableau récapitulatif des matchs
| Date       | N o | Adversaire | Lieu | Résultat | Buteurs pour Saint-Étienne                                   | Points |
| ---------- | --- | ---------- | ---- | -------- | ------------------------------------------------------------ | ------ |
| 03/12/1939 | J01 | Marseille  | Ext. | 3 - 2    | Bourdier 50e, Tax 85e                                        | 0      |
| 10/12/1939 | J02 | Cannes     | Dom. | 4 - 2    | Tax 27e 58e, Rich II 60e, Fuchs                              | 2      |
| 03/03/1940 | J03 | FC Antibes | Dom. | 10 - 1   | Boirayron 9e, Pasquini 36e , Tax , Odry , Bourdier , Rich II | 4      |
| 17/03/1940 | J04 | Cannes     | Ext. | 5 - 2    | Caillol                                                      | 4      |
| 30/03/1940 | J05 | FC Antibes | Ext. | 1 - 3    | Bourdier , Rich II                                           | 6      |
| 07/04/1940 | J06 | OGC Nice   | Ext. | 5 - 0    | -                                                            | 6      |
| 14/04/1940 | J07 | OGC Nice   | Dom. | 0 - 7    | -                                                            | 6      |
| 28/04/1940 | J08 | Marseille  | Dom. | 0 - 2    | -                                                            | 6      |

### Classement final
| Rang | Équipe                 | Pts | J | G | N | P | Bp | Bc | GA    |
| ---- | ---------------------- | --- | - | - | - | - | -- | -- | ----- |
| 1    | OGC Nice               | 13  | 8 | 5 | 3 | 0 | 27 | 5  | 5,4   |
| 2    | Olympique de Marseille | 11  | 8 | 5 | 1 | 2 | 22 | 12 | 1,833 |
| 3    | AS Cannes              | 10  | 8 | 4 | 2 | 2 | 27 | 16 | 1,688 |
| 4    | AS Saint-Étienne       | 6   | 8 | 3 | 0 | 5 | 21 | 26 | 0,808 |
| 5    | FC Antibes             | 0   | 8 | 0 | 0 | 8 | 4  | 42 | 0,095 |

Résultat
- Qualifié pour la finale Sud

### Coupe de France

#### Tableau récapitulatif des matchs
| Date       | N o   | Adversaire            | Lieu    | Résultat | Buteurs pour Saint-Étienne             | Suite                    |
| ---------- | ----- | --------------------- | ------- | -------- | -------------------------------------- | ------------------------ |
| 01/01/1940 | 1/32e | US Rouet de Marseille | Dom.    | 3 - 1    | Rich II 7e , Tax 57e                   | Qualifiés pour les 1/16e |
| 07/01/1940 | 1/16e | Moulins               | Moulins | 0 - 10   | Fuchs 12e, Rich II 18e , Tax , Caillol | Qualifiés pour les 1/8e  |
| 18/02/1940 | 1/8e  | FC Sochaux            | Dom.    | 2 - 4    | Pasquini , Tax 60e                     | Éliminés                 |

### Matchs amicaux
Certains joueurs n’auront fait que participer à ces rencontres de préparation au championnat qui n’a pas eu lieu. Ceci explique leur absence du tableau de l’effectif de l’année.
| Date       | N o | Adversaire       | Lieu   | Résultat | Buteurs pour Saint-Étienne                    |
| ---------- | --- | ---------------- | ------ | -------- | --------------------------------------------- |
| 06/08/1939 | 01  | Servette Genève  | Dom.   | 1 – 1    | Newell 89e                                    |
| 10/08/1939 | 02  | 3e génie d’Arras | Dom.   | 5 - 1    | Brusseaux, Newell 51e 57e, Tax 63e 67e (pen.) |
| 13/08/1939 | 03  | Marseille        | Orange | 4 - 1    | Tax -                                         |
| 17/08/1939 | 04  | Servette Genève  | Ext.   | 0 - 1    | Brusseaux 20e                                 |
| 20/08/1939 | 05  | Reims            | Ext.   | 2 - 3    | Pasquini 8e, Rich I 26e, Newell 40e           |
| 27/08/1939 | 06  | Marseille        | Dom.   | 1 - 8    | Newell 50e                                    |

### Statistiques

#### Buteurs
| Place | Nom               | Championnat Zone Sud-Est | Coupe de France | TOTAL des BUTS |
| 1     | Ignace Tax        | 5 buts                   | 6 buts          | 11 buts        |
| 2     | Joseph Rich II    | 3 buts                   | 5 buts          | 8 buts         |
| 3     | Roger Pasquini    | 3 buts                   | 1 but           | 4 buts         |
| 3     | Jean Bourdier     | 4 buts                   | -               | 4 buts         |
| 3     | Roger Caillol     | 2 buts                   | 2 buts          | 4 buts         |
| 6     | Ferenc Odry       | 2 buts                   | -               | 2 buts         |
| 6     | Antoine Fuchs     | 1 but                    | 1 but           | 2 buts         |
| 8     | Gabriel Boirayron | 1 but                    | -               | 1 but          |
| Total | 8 buteurs         | 21 buts                  | 15 buts         | 36 buts        |

Date de mise à jour : le 9 septembre 2014.